# Русинов, Владимир Леонидович
Владимир Леонидович Русинов (род. 3 января 1947, Курганская область) — советский и российский химик, специалист в области органической химии, лауреат премии имени Н. Д. Зелинского (2005), член-корреспондент РАН (2011).

## Биография
Владимир Леонидович Русинов родился 3 января 1947 года в Курганской области.
В 1970 году — окончил Уральский политехнический институт.
В 1973 году — защитил кандидатскую диссертацию «Исследование окислительной конденсации ароматических аминов с солями акридина».
В 1991 году — защитил докторскую диссертацию «Азолоаннелированные нитроазины».
В 2001 году — присвоено учёное звание профессора.
С 2008 года — декан химико-технологического факультета Уральского государственного технического университета
С 2011 года по 2018 год — директор Химико-технологического института Уральского федерального университета имени первого Президента России Б. Н. Ельцина.
В 2011 году избран членом-корреспондентом РАН.
С 2018 года является заведующим кафедрой органической и биомолекулярной химии ХТИ УрФУ.

## Научная деятельность
Специалист в области органической химии.
Ведущий учёный и признанный авторитет в области медицинской химии и химии гетероциклических нитросоединений.
Развил оригинальное научное направление — азолоаннелированные нитроазины, открывшее доступ к перспективному классу противовирусных веществ широкого спектра действия, эффективных, в том числе против вирусов, вызывающих геморрагические лихорадки, клещевой энцефалит и СПИД.
Выполнил цикл работ по созданию соединений с критически высоким содержанием азота. Научные разработки В. Л. Русинова находят практическое применение. Например, противовирусный препарат «триазотрин» успешно внедряется в практику.
Автор более 300 научных работ, в том числе 3 монографии, 6 обзоров, 150 статей (более 50 из них опубликовано за рубежом), получено более 60 патентов и авторских свидетельств.
Под его руководством защищено 13 кандидатских и 2 докторских диссертации.

### Избранная библиография
- Русинов В. Л. Геологические и физико-химические закономерности пропилитизации / АН СССР. Ин-т геологии рудных месторождений, петрографии, минералогии и геохимии. - Москва : Наука, 1972. - 204 с. : ил.; 21 см.
- Метасоматические процессы в вулканических толщах / В. Л. Русинов; Отв. ред. Н. Н. Перцев; АН СССР, Ин-т геологии руд. месторождений, петрографии, минералогии и геохимии. - М. : Наука, 1989. - 213,[1] с. : ил.; 22 см.; ISBN 5-02003200-X
- Русинов В.Л., Чупахин О.Н. Нитроазины / Отв. ред. В.М. Власов. — Новосибирск: Наука, 1991. — 346 с. — 700 экз. — ISBN 5-02-029259-1.[2]
- Метасоматизм и метасоматические породы = Metasomatism and metasomatic rocks / В. А. Жариков, В. Л. Русинов, А. А. Маракушев и др.; Отв. ред.: В. А. Жариков, В. Л. Русинов; РАН. Ин-т геологии руд. месторождений, петрографии, минералогии и геохимии. Секция по метасоматизму при Совете по рудообразованию и металлогении ОГГГГН РАН. - М. : Науч. мир, 1998. - 489 с., [2] л. портр., табл. : ил., табл.; 21 см.; ISBN 5-89176-038-X

### Учебные пособия
- Противовирусные органические соединения : учебное пос. для студентов, ... по направлению ... 18.03.01, 18.04.01 "Химическая технология" / Е. Н. Уломский, В. Л. Русинов, О. Н. Чупахин ; Минобрнауки РФ, УрФУ им. Б. Н. Ельцина, [Химико-технологический институт]. - Екатеринбург : Изд-во Уральского ун-та, 2017. - 88, [3] с.; 20 см.; ISBN 978-5-7996-2149-0 : 50 экз.
- Основы теоретических представлений в органической химии: учебное пос. для студентов ... по направл. 18.03.01, 18.04.01 "Химическая технология" / Е. Н. Уломский, Л. И. Русинова, О. В. Шабунина, В. Л. Русинов ; научный редактор Г. В. Зырянов; Минобрнауки РФ, УрФУ им. Б. Н. Ельцина, [Химико-технологический институт]. - Екатеринбург : Изд-во Уральского ун-та, 2017. - 51, [3] с. : ил., табл.; 20 см.; ISBN 978-5-7996-2241-1 : 50 экз.

### Научно-организационная деятельность
- член Учёного совета Уральского государственного технического университета;
- член Учёного совета Института органического синтеза Уральского отделения РАН;
- член объединённого совета по химии Уральского отделения РАН
- член двух специализированных советов по защитам докторских и кандидатских диссертаций.

## Награды и премии
- Орден Почёта (26 мая 2008)[3]
- Знак отличия «За заслуги перед Свердловской областью» III степени (2017)
- Заслуженный химик Российской Федерации (2000)
- Премия Совета Министров СССР (1990)
- Премия имени Н.Д. Зелинского (РАН, 2005)  — за цикл работ «Азолоаннелированные нитроазины»
- Премия имени академика И.Я. Постовского (УрО РАН, 2004)
- Международная Премия Галена (Prix Galien Russia) в категории «Лучшее исследование в России» (2016)
- Премия «Профессор года» (губернатор Свердловской области, 2018)
- Премия имени В.Н. Татищева и Г.В. де Геннина (Администрация города Екатеринбурга, 2008))
- Лауреат премии «Признание» (Администрация города Екатеринбурга, 2017)
- Премия им. И. И. Ползунова Свердловской области (Всероссийское общество изобретателей и рационализаторов, 2014)
- Медаль имени И.Я. Постовского (УрО РАН, 10 сентября 2021) — за научную работу «Биологические активные нитроазолоазины»
- Почётная грамота Президента Российской Федерации (5 февраля 2024) — за заслуги в развитии отечественной науки, многолетнюю плодотворную деятельность и в связи с 300-летием со дня основания Российской академии наук[4]